# Jerzyków
Jerzyków – przysiółek wsi Chełmiec w Polsce, w województwie dolnośląskim, w powiecie jaworskim, w gminie Męcinka.
Jerzyków jest położony na Pogórzu Kaczawskim (Pogórzu Złotoryjskim), w dolinie potoku Starucha, lewobrzeżnego dopływu Nysy Szalonej.
W latach 1975–1998 miejscowość administracyjnie należała do województwa legnickiego.